# 克拉拉·尼斯塔特
克拉拉·尼斯塔特（瑞典語：Clara Nistad，1996年2月8日—），瑞典女子羽毛球運動員。

## 生平
2015年9月，克拉拉·尼斯塔特出戰波蘭國際賽，與埃玛·文贝里合作赢得女子雙打冠軍；同年11月，二人又在芬蘭國際賽赢得冠軍。

## 主要比賽成績
只列出曾進入準決賽的國際賽事成績：
| 年份   | 賽事                   | 公開賽級別 | 項目     | 拍檔                 | 成績   |
| ------ | ---------------------- | ---------- | -------- | -------------------- | ------ |
| 2013年 | 挪威羽毛球國際賽       | 國際系列賽 | 女子雙打 | 洛维萨·约翰松        | 準決賽 |
| 2015年 | 波蘭羽毛球國際賽       | 國際系列賽 | 女子雙打 | 埃玛·文贝里          | 冠軍   |
| 2015年 | 匈牙利羽毛球國際賽     | 國際系列賽 | 女子雙打 | 路易丝·埃里克松      | 準決賽 |
| 2015年 | 芬蘭羽毛球國際賽       | 國際系列賽 | 女子雙打 | 埃玛·文贝里          | 冠軍   |
| 2015年 | 愛爾蘭羽毛球公開賽     | 國際挑戰賽 | 女子雙打 | 埃玛·文贝里          | 準決賽 |
| 2016年 | 愛沙尼亞羽毛球國際賽   | 國際系列賽 | 女子雙打 | 埃玛·文贝里          | 準決賽 |
| 2016年 | 布拉格羽毛球公開賽     | 國際挑戰賽 | 女子雙打 | 埃玛·文贝里          | 準決賽 |
| 2017年 | 瑞典羽毛球國際賽       | 國際系列賽 | 女子雙打 | 埃玛·文贝里          | 冠軍   |
| 2017年 | 匈牙利羽毛球國際賽     | 國際系列賽 | 混合雙打 | 理查德·艾德斯泰特    | 準決賽 |
| 2017年 | 意大利羽毛球國際賽     | 國際挑戰賽 | 女子雙打 | 阿曼达·赫格斯特伦    | 準決賽 |
| 2018年 | 哈爾科夫羽毛球國際賽   | 國際挑戰賽 | 女子雙打 | 阿曼达·赫格斯特伦    | 冠軍   |
| 2019年 | 葡萄牙羽毛球國際賽     | 國際系列賽 | 女子雙打 | 茱莉·芬尼-易普森     | 冠軍   |
| 2019年 | 斯洛文尼亞羽毛球國際賽 | 國際系列賽 | 女子雙打 | 莫瓦·舍              | 準決賽 |
| 2019年 | 西班牙羽毛球國際賽     | 國際挑戰賽 | 女子雙打 | 莫瓦·舍              | 準決賽 |
| 2019年 | 匈牙利羽毛球國際賽     | 國際挑戰賽 | 女子雙打 | 莫瓦·舍              | 準決賽 |
| 2019年 | 愛爾蘭羽毛球公開賽     | 國際挑戰賽 | 女子雙打 | 莫瓦·舍              | 準決賽 |
| 2019年 | 蘇格蘭羽毛球公開賽     | 國際挑戰賽 | 女子雙打 | 莫瓦·舍              | 準決賽 |
| 2020年 | 瑞典羽毛球公開賽       | 國際系列賽 | 女子雙打 | 莫瓦·舍              | 準決賽 |
| 2021年 | 波蘭羽毛球公開賽       | 國際挑戰賽 | 女子雙打 | 约翰娜·芒努松        | 準決賽 |
| 2021年 | 波蘭羽毛球國際賽       | 國際系列賽 | 女子雙打 | 约翰娜·芒努松        | 準決賽 |
| 2021年 | 荷蘭羽毛球公開賽       | 國際挑戰賽 | 女子雙打 | 约翰娜·芒努松        | 冠軍   |
| 2022年 | 瑞典羽毛球公開賽       | 國際系列賽 | 女子雙打 | 约翰娜·芒努松        | 亞軍   |
| 2022年 | 挪威羽毛球國際賽       | 國際系列賽 | 女子雙打 | Jessica Silvennoinen | 亞軍   |

| 2007-2017年 | 首要超級賽 | 超級賽 | 黃金大獎賽 | 大獎賽 | 國際挑戰賽 | 國際系列賽 | 未來系列賽 | 其他 |

| 2018-2026年 | 總決賽 | 超級1000賽 | 超級750賽 | 超級500賽 | 超級300賽 | 超級100賽 | 國際挑戰賽 | 國際系列賽 | 未來系列賽 | 其他 |

### 奧運會和世錦賽參賽紀錄
|          | 搭檔          | 2017 |      | 2021 | 2022 |
| 女子雙打 | 埃玛·文贝里   | 64強 | －   | －   |      |
| 女子雙打 | 约翰娜·芒努松 | －   | 64強 | 64強 |      |